# Sten Luthander
Sten Åke Birger Luthander (geboren am 8. Dezember 1905 in Årjäng Schweden; gestorben am 13. Februar 2000 in Lidingö) war von 1944 bis 1972 ein schwedischer Professor der Luftfahrttechnik an der KTH Königlichen Technischen Hochschule in Stockholm.

## Biografie

### Bildung und Karriere
Nach seinem Studium an der KTH zwischen 1925 und 1930 war er als Assistent von Ivar Malmer in Luftfahrttechnik (1930) und Festigkeitslehre (1936) an der KTH beschäftigt. Er war Abteilungsleiter am FFA Flygtekniska försöksanstalten (staatliches Labor für Luftfahrttechnik) Stockholm im Jahr 1940 und wurde 1944 zum Professor für Luftfahrttechnik an der KTH ernannt. Er war von 1947 bis 1949 Leiter der Forschungsabteilung von Saab AB in Linköping. 1972 ging er bei der KTH in Ruhestand.
Während Luthanders Zeit als Professor an der KTH gab es eine enge Forschungszusammenarbeit und einen Austausch von Forschern zwischen der KTH, Flygförvaltningen (Amt der Königlichen Luftwaffe für Rüstung und Wehrtechnik), der FFA und Saab, um die Schwedische Luftwaffe während des Kalten Krieges gemäß dem Schwedischen Verteidigungsbeschluss 1958 fortzuentwickeln.
1961 gründete er das Beratungsunternehmen LUTAB (Professor Sten Luthander Ingenjörsbyrå AB).

### Auszeichnungen
- Sten Luthander wurde 1952 mit der Thulin-Medaille der Flygtekniska Föreningen (der schwedischen DGLR) in Gold ausgezeichnet.[6]
- Mitglied 1956 der Schwedischen Königlichen Akademie der Ingenieurwissenschaften.[7]

### Familie
In seiner ersten Ehe im Jahr 1940 war Sten Luthander mit der Cellistin Carin de Frumerie (1911–1974) verheiratet. In seiner zweiten Ehe war er von 1960 bis zu seinem Tod mit Wiveca (geborenen Hagenow) verheiratet. Die Tochter in erster Ehe Eva Luthander (geb. 1944) ist Pianistin und hat als Dozentin an der Königlich Schwedischen Musikakademie gearbeitet. Sten Luthander ist auf dem Lidingö-Friedhof begraben.